# Fuengirola
Fuengirola est une ville de la province de Malaga dans la communauté autonome d'Andalousie en Espagne. Fuengirola se situe à l'emplacement du village dit de "Sohail" (qaryat sohayl - قَرْيَة سُهيْل), fondé à l'époque de la présence musulmane en Andalousie.

## Géographie
Situé à 30 km au sud-ouest de la ville de Malaga, la ville de Fuengirola limite au nord avec les communes de Benalmádena et Mijas, ce dernier terme limite également au ouest et au sud. À Est baigne par la mer Méditerranée.
La bande côtière de la commune de Fuengirola est généralement faible, avec une altitude comprise entre 0 et 5 mètres, à l'exception des quartiers de Los Pacos, Torreblanca et Yeseras et Carvajal, situés au nord dans une région collineuse.

## Histoire
Fuengirola était dans les années 1950 un petit port de pêche dominé par un château en ruine sur sa colline. Construit par les Almoravides et seule trace restante de la présence du village d'origine, le château de Sohail (Castillo de Sohail) s'élève à l'embouchure de la rivière de Fuengirola, sur une petite colline à l'Ouest de la ville. Le village par lui-même n'existait pas. C'était un "quartier" du village de Mijas, plus haut sur la montagne, la partie des pêcheurs. Ce sont ces mêmes pêcheurs qui ont amené à l'indépendance de ce quartier pour en faire le village de Fuengirola.
Par la suite, les années 1960 arrivant, Franco a décidé d'opter pour le tourisme de masse, détruisant pas mal de côtes du pays, dont Fuengirola.
Actuellement, Fuengirola est une petite ville. Elle possède une corniche de 8 km où l'on peut se promener et se baigner sur ses plages de sable fin très bien entretenues. L'ambiance qui y règne est familiale et bon enfant. Elle ne connaît pas les embouteillages sur l'axe qui va directement à l'aéroport de Málaga et à Malaga, ni vers Marbella et Gibraltar. C'est une petite localité, où il fait bon vivre et qui ne connaît pas le snobisme des villes alentour.
La bataille de Fuengirola qui a eu lieu le 15 octobre 1810 ou 200 soldats Polonais furent victorieux face à un corps expéditionnaire anglo-espagnol de 3000 hommes commandés par Lord Blayney.
Avec sa voisine Benalmádena, elle est citée par le rappeur Lacrim, dans la chanson Gustavo Gaviria, ce qui laisse supposer qu'elle a servi de lieu de tournage pour le vidéo clip.

## Climat
Le climat est subtropical méditerranéen, avec des températures annuelles d'une moyennes de 18 °C des précipitations annuelles de 500 l / m, et 3000 heures de soleil par an. L'été est chaud, supérieur à 35 °C dans certaines occasions, tandis que les hivers sont généralement doux.

## Population
Évolution démographique de Fuengirola depuis 1842
Source: INE

## Administration
| Législature | Nom du Maire                           | Parti politique |
| ----------- | -------------------------------------- | --------------- |
| 1979-1983   | Manuel Delgado Perea                   | PSOE            |
| 1983-1987   | Luis Pagán Saura Sancho Adam Valverde  | PSOE            |
| 1987-1991   | Sancho Adam Valverde                   | PSOE            |
| 1991-1995   | Esperanza Oña Sevilla Luis Pagán Saura | PP PSOE         |
| 1995-1999   | Esperanza Oña Sevilla                  | PP              |
| 1999-2003   | Esperanza Oña Sevilla                  | PP              |
| 2003-2007   | Esperanza Oña Sevilla                  | PP              |
| 2007-2011   | Esperanza Oña Sevilla                  | PP              |

## Transport
La gare de Fuengirola se situe sur la ligne C1 du Cercanias reliant notamment Malaga et l’aéroport Malaga-Costa del Sol.

## Culture
Plusieurs activités culturelles se déroulent durant l’été. En juin, on célèbre le festival de musique et de danse dans le château Sohail. C’est également à cet endroit que se déroule le marché médiéval, le festival de la ville et la fête de la bière. D’autres évènements valent la peine d’être mentionnés tels que le festival du cinéma, la foire internationale, la foire internationale des villages et le festival international de rythmes latins.
Ville moderne associée au tourisme de masse, Fuengirola possède peu de monuments. Les endroits à visiter sont entre autres :
- Musée d’histoire : c’est le seul musée de la ville et fut inauguré en 2003.
- Musée ouvert : projet lancé en 1988, c’est une exposition de peintures à travers la ville.
- Palais de la Paix : une place multi-usages pour des représentations de théâtre et de musique, ainsi que d’expositions et de discours.
- Château Solhail : un château arabe construit sur un fort romain.
- Finca del Secretario : site archéologique romain.
- Termas de Torreblanca : découvert en 1991, ce site archéologique était autrefois des bains thermiques romains qui furent bien conservés.
- Église de Nuestra Señora del Rosario : Principal temple catholique de la ville.
- Bioparc Fuengirola : inauguré en 1978 possède 1300 animaux de 140 espèces différentes.

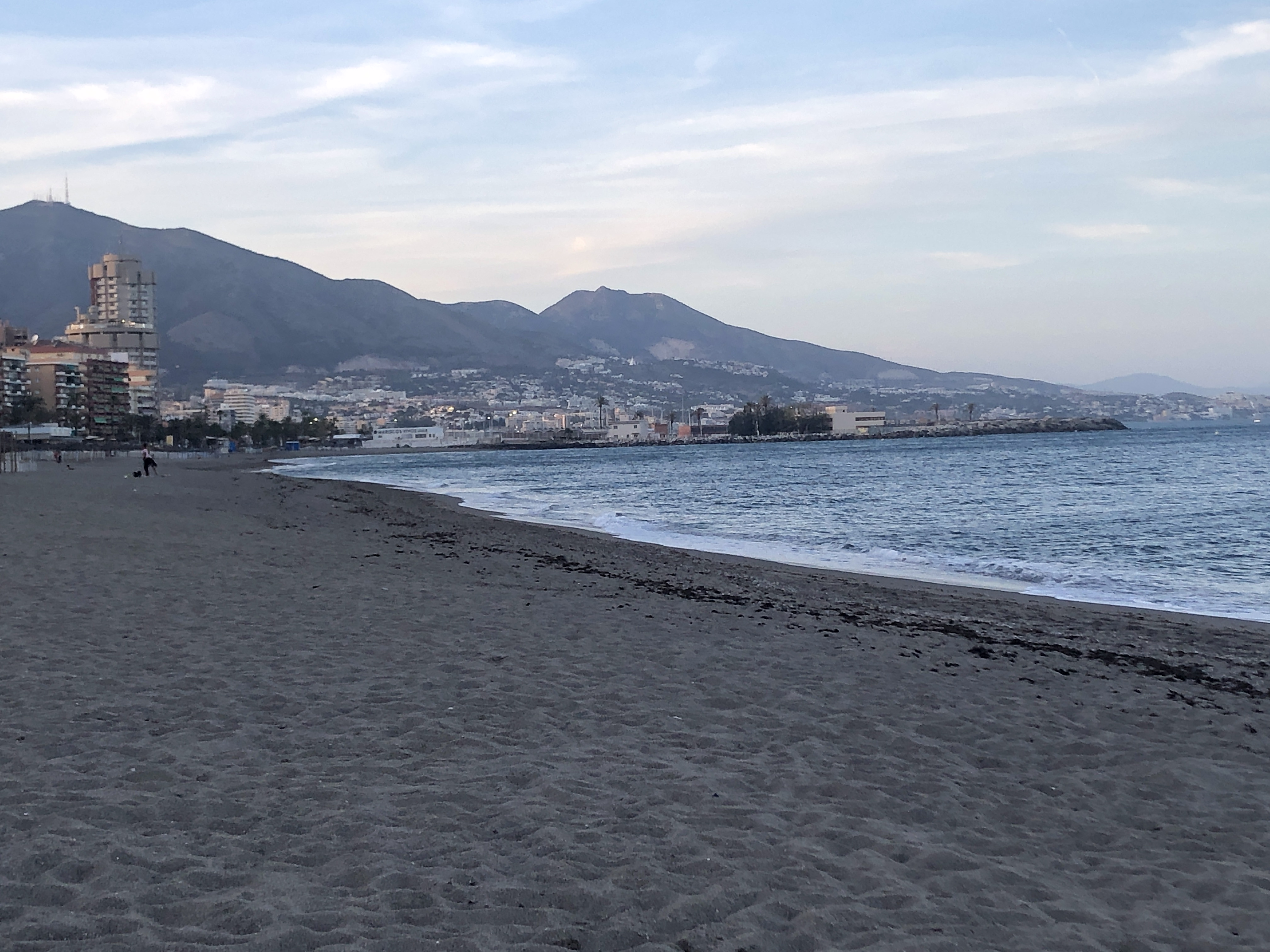
La plage de Fuengirola en Espagne

- La plage de Fuengirola en Espagne Plages : les 8 km de littoral se séparent en 7 plages propices pour la baignade.

## Économie
Les activités économiques principales de Fuengirola sont celles en lien avec le secteur du tourisme. Tout comme d'autres municipalités de la côte, le développement de Fuengirola sur le processus d'occupation massive de son territoire par des entreprises du secteur touristique et de loisirs, ainsi qu'une forte activité immobilière.
La douceur du climat lui permet de recevoir des visiteurs tout au long de l'année, mais c'est durant l'été que la fréquentation est la plus élevée, due à la forte affluence des touristes, aussi bien espagnols que d'autres nationalités. L'offre hôtelière était composée en 2008 de 8620 chambres d'hôtels et 907 hôtels et pensions, pour un total de 45 établissements dont 7 sont de catégorie 4 étoiles.